# Одбојкашки савез Републике Српске
Одбојкашки савез Републике Српске (ОСРС) основан је у Бањалуци 27. марта 1993. године, на оснивачкој скупштини, на којој је изабрано и прво руководство.
Савез је највиша одбојкашка организација у Републици Српској, која ради на организовању и развоју одбојкашког спорта у Републици Српској, организује национална првенства и куп у свим категоријама у дворанској одбојци и одбојци на песку. У оквиру Савеза делују Удружење одбојкашких судија и Удружење одбојкашких тренера Републике Српске.
Данас у оквиру Одбојкашког савеза Републике Српске постоје 52 одбојкашка клуба, од којих је 29 у женској и 23 у мушкој конкуренцији, са регистрованих 4.580 одбојкаша и одбојкашица, 138 лиценцираних тренера и 389 одбојкашких судија. Као и Одбојкашка репрезентација Републике Српске која представља Републику Српску у регионалним такмичењима и међународним пријатељским утакмицама у одбојци.
Од свог оснивања до 2009. године Савез је организовао 15 првенстава за мушкарце и жене, 16 куп такмичења и 7 првенстава Републике Српске у одбојци на песку.
У првенствима и купу највише успеха су имали ОК Јединство из Брчког у женској конкуренцији, и ОК Модрича Оптима из Модриче у мушкој.
Седиште савеза је у Модричи, а председник савеза је Милутин Поповић.

## Одбојкашки клубови Републике Српске
- ОК Модрича Оптима
- Одбојкашки клуб Борац, Бањалука
- ЖОК Славија Источно Сарајево